# Асперт фон Фелден
Асперт фон Фелден (на немски: Aspert von Velden, † 14 март 893) е осмият епископ на Регенсбург от 891 до 893 г.

## Биография
Асперт е ерцканцлер на крал Арнулф Каринтийски. През 891 г. последва Ембрихо като на епископ на Регенсбург. Той също е абат-епископ и ръководител на манастир Санкт Емерам. От него са запазени осем документа.
След смъртта му през 893 г. епископ на Регенсбург става Туто.